# Cociella heemstrai
Cociella heemstrai är en fiskart som beskrevs av Knapp, 1996. Cociella heemstrai ingår i släktet Cociella och familjen Platycephalidae. Inga underarter finns listade i Catalogue of Life.